# Verraad van Maastricht
Het Verraad van Maastricht, ook wel het Verraad van 1638, was een poging in 1638 om de stad Maastricht in Spaanse handen te spelen en leidde in juni en juli van dat jaar tot de terechtstelling van negen verraders.

## Voorgeschiedenis

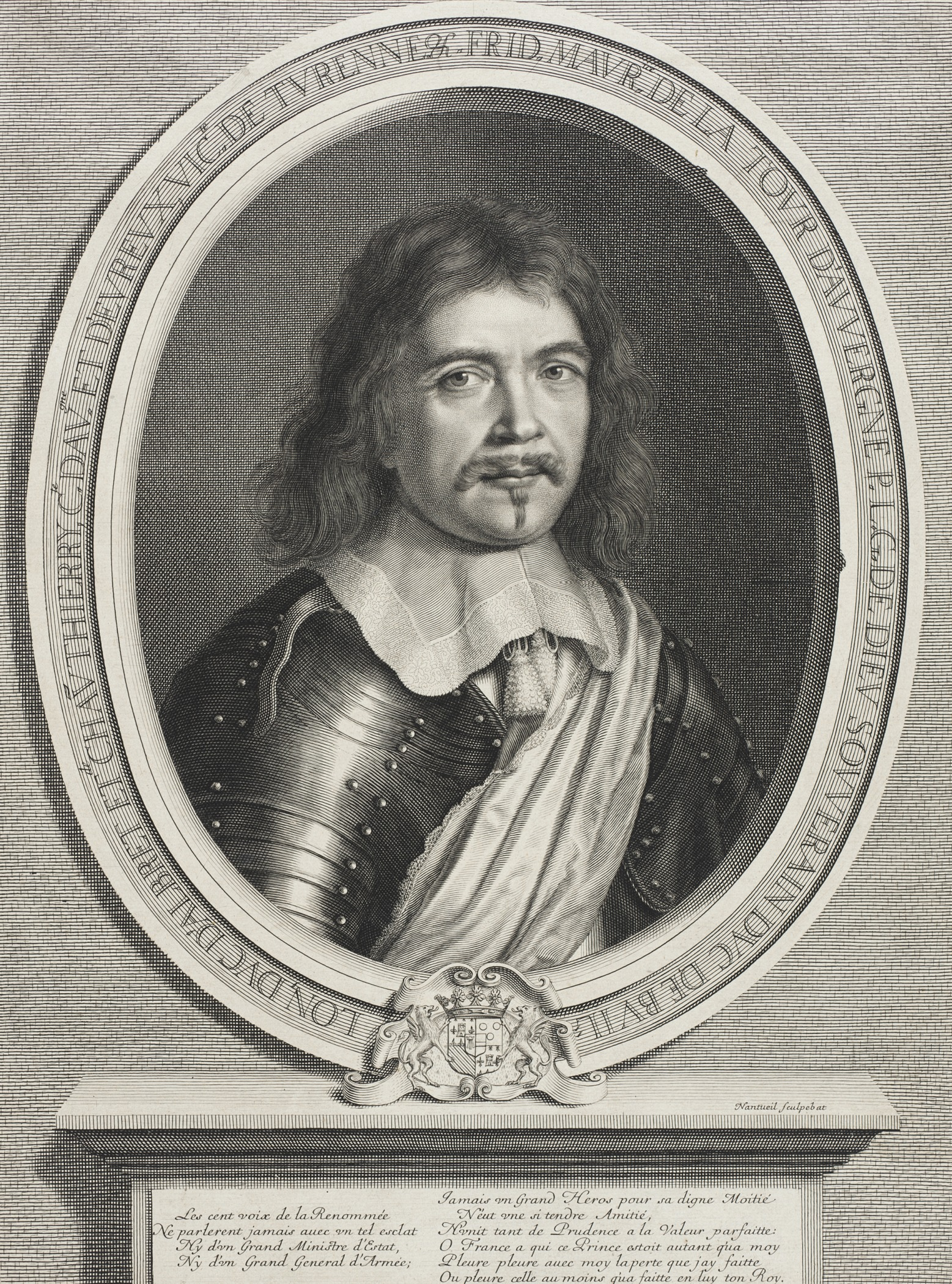
De la Tour d'Auvergne, de in 1637 katholiek geworden gouverneur van Maastricht

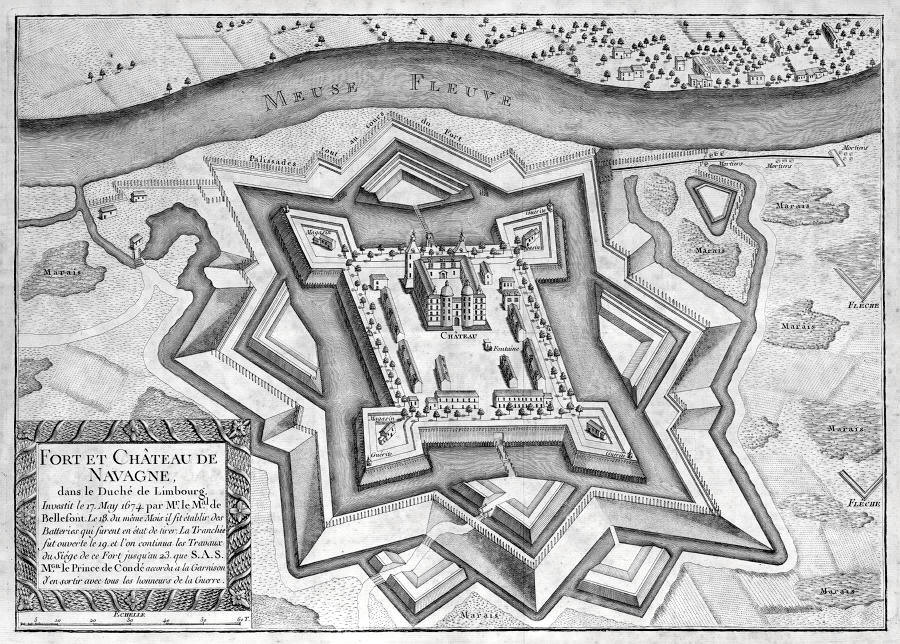
Fort Navagne omstreeks 1674 (noorden is rechts)

Maastricht was in 1579 na het beleg en de bloedig verlopen inname van de stad in Spaanse handen gekomen en zou dat tijdens de volgende vijftig jaar van de nog altijd voortdurende de Tachtigjarige Oorlog blijven. In die vijftig jaar werd de stad onder leiding van de jezuïeten gerekatholiseerd. In 1632 werd Maastricht opnieuw belegerd, ditmaal door de Staatse troepen van prins Frederik Hendrik van Oranje. Ook dit Beleg van Maastricht (1632) werd beslist in het voordeel van de belegeraar, waardoor de vanouds tweeherige stad een vooruitgeschoven post werd van de protestantse Republiek der Zeven Verenigde Nederlanden. Bij de overgave van de stad was bedongen dat de tweeherigheid van het stadsbestuur zou worden gerespecteerd. Dit hield in, dat bestuur en religie werden gebaseerd op het pariteitsbeginsel. In de dubbele raad van Brabants-Maastrichtse en Luiks-Maastrichtse burgers moest het aantal Brabantse (nu: protestantse, Staatse) vertegenwoordigers steeds gelijk zijn aan het aantal Luikse (katholieke). De calvinisten zouden dezelfde rechten hebben als de veel talrijkere katholieken. De vier parochiekerken moesten worden verdeeld onder beide religies: ieder kreeg er twee, dus de katholieken moesten twee van de vier afstaan aan de calvinisten. Maar in feite kwam deze regeling neer op godsdienstvrijheid voor beide religies, een zeldzaamheid binnen de protestantse Republiek.  
Dat de uitkomst van het beleg van 1632 door beide oorlogvoerende partijen niet als een vaststaand gegeven werd gezien, moge blijken uit een Spaans vredesvoorstel uit 1633 om Breda te ruilen tegen Maastricht plus een grote som geld. In 1634 deed de Spaanse interim-landvoogd Francisco de Moncada een poging Maastricht te heroveren. In 1635 stelde Cornelis Musch, griffier van de Staten-Generaal, voor om Maastricht en de vesting Limburg in te ruilen tegen Geldern en de Schenkenschanz. Nog in 1646, twee jaar voor de Vrede van Munster die een einde maakte aan de Tachtigjarige Oorlog, trachtte de Franse diplomaat Godefroi d'Estrades (dertig jaar later in dienst van de Franse koning Lodewijk XIV gouverneur van Maastricht) Frederik Hendrik ertoe te bewegen Maastricht in te ruilen tegen Antwerpen. Frederik Hendrik wilde wel, maar de Staten van Holland en West-Friesland waren fel tegen.
De Spanjaarden waren na 1632 vastbesloten Maastricht te heroveren. Zij herstelden daartoe ten zuiden van de stad, langs de Maas nabij Eijsden, het kasteel Navagne en breidden dit van juli 1634 tot september 1635 uit tot een fort. Met Fort Navagne, ook wel Elvenschans genoemd, en het bijbehorend tolkantoor, konden zij de Maasvaart controleren, waardoor deze voor de Republiek tot de sloop van kasteel en vestingwerken door de Fransen in 1674 bij tijd en wijle vrijwel onmogelijk werd.  In 1637 kregen de Spanjaarden Roermond en Venlo in handen, waardoor hun greep op de Limburgse Maasstreek vrijwel hersteld was. In hetzelfde jaar bekeerde de voorheen Nederduits-gereformeerde gouverneur van Maastricht, Frederik Maurits de La Tour d'Auvergne, tevens commandant van het Staatse leger, zich tot de Rooms-Katholieke Kerk. De Spaanse opmars in de regio en de religieuze ommezwaai van hun gouverneur moet de Spaansgezinde katholieken in Maastricht vertrouwen hebben gegeven dat de stad spoedig weer in Spaanse handen zou komen en het katholicisme weer zijn oude, dominante positie zou gaan innemen.

## Het verraad

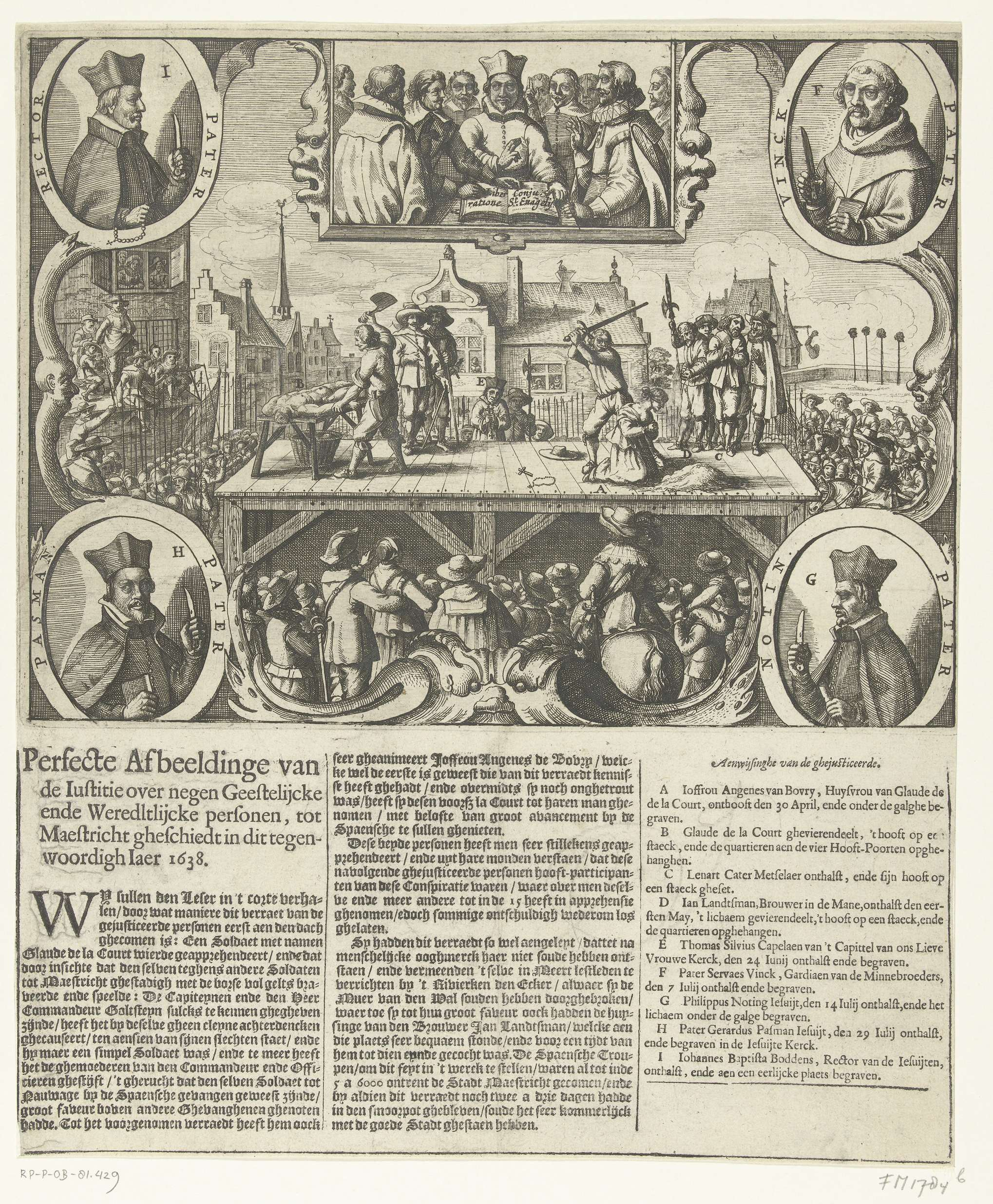
Pamflet uit 1638

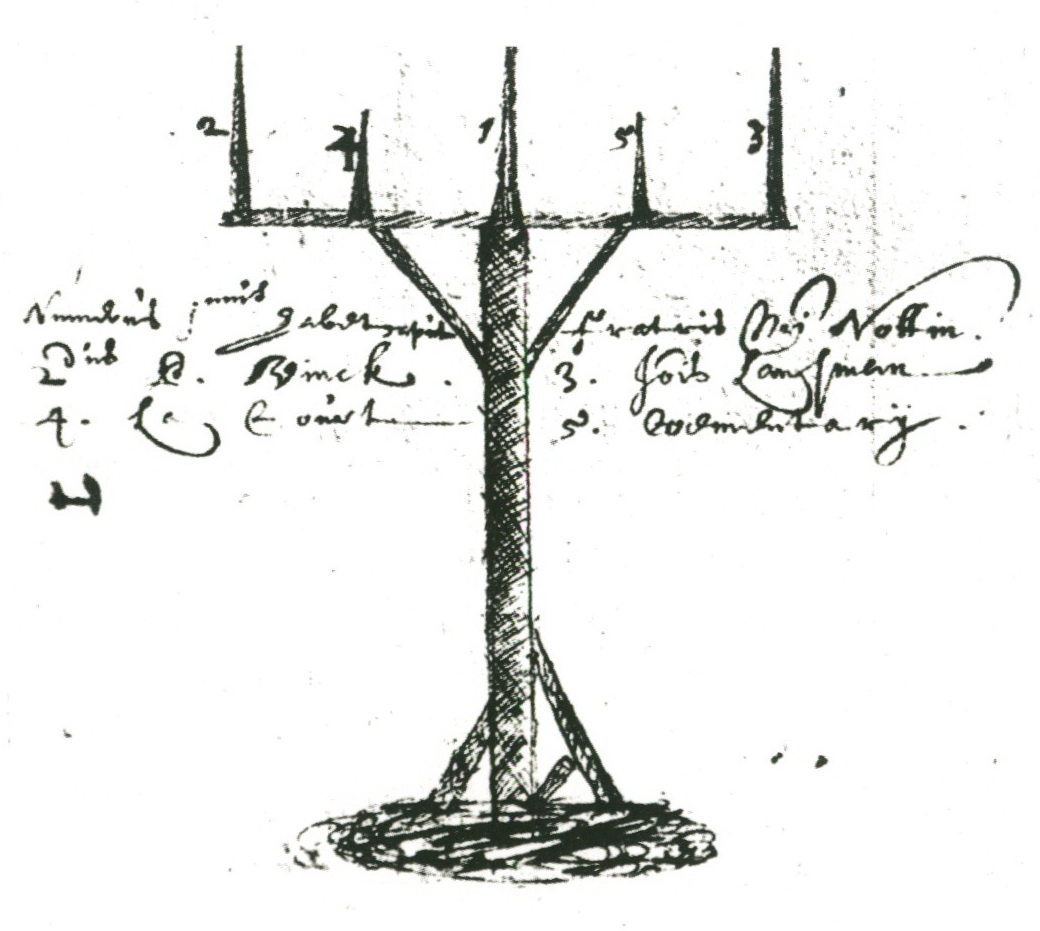
De staak waarop de hoofden van vijf terechtgestelden werden tentoongesteld

In het voorjaar van 1638 werd de commandant van de vesting Maastricht door zijn krijgsraad erop geattendeerd dat een Franse soldaat, Claude de la Court of Lacourt genaamd, kwistig met geld strooide, meer dan waarover hij op grond van zijn soldij zou kunnen beschikken. De soldaat bekende op de pijnbank dat hij door de commandant van het Spaanse Fort Navagne was omgekocht om de stad in handen van de vijand te spelen. Daartoe had hij de bierbrouwer Lansman overgehaald om op zekere nacht een in zijn tuin gelegen dichtgemetseld poortje in de stadsmuur open te breken en de Spanjaarden daardoor binnen te laten.
Lansman werd eveneens op de pijnbank gelegd en bekende dat de metselaars Caters en Rompen hadden toegezegd het poortje te helpen openbreken. Lansman noemde tevens de namen van de kapelaan van het Onze-Lieve-Vrouwekapittel Toussaint Sylvius, de franciscaan Servaes Vinck, de rector van het jezuïetencollege Jan-Baptist Boddens en twee andere jezuïeten als medeplichtigen. Allen werden gemarteld en noemden nog meer namen van mogelijke verraders, waarvan de meesten na korte of lange tijd werden vrijgelaten. In totaal werden 22 verdachten opgepakt en voor verhoor gefolterd in de kerker van het toenmalige stadhuis, De Lanscroon, in de Grote Staat. Hoewel het proces plaatsvond in het stadhuis, was de zaak een aangelegenheid voor de militaire rechter, de krijgsraad van de vesting.
Uiteindelijk werden er tien verdachten schuldig bevonden aan landverraad, van wie er negen op de Houtmarkt (aan het begin van de Boschstraat, bij de huidige Markt) of op het Vrijthof werden onthoofd. De metselaar Jan Rompen wist tijdig naar het Fort Navagne te vluchten en ontliep daarmee zijn terechtstelling. Pater Vinck, nu wellicht  de bekendste van de negen, werd op 7 juni op de Houtmarkt onthoofd omdat hij Lansman had aangemoedigd en een briefje uit het Fort Navagne voor hem had meegenomen. Het hoofd van deken Sylvius rolde twee weken later op het schavot op het Vrijthof, omdat hij van het voorgenomen verraad op de hoogte zou zijn geweest zonder de krijgsraad daarover in te lichten. Agnes de Bourien, de vrouw van de soldaat, werd om diezelfde reden terechtgesteld.
Van de drie veroordeelde jezuïeten is later wel aangenomen dat ze geen schuld hadden en niet op de hoogte waren van het verraad, maar dat hun koppen moesten rollen, omdat ze als jezuïeten bekendstonden als vurige bestrijders van de reformatie en aanhangers van de Spaanse koning. Rector Boddens (geboren in 1596 te Brugge), was bovendien aalmoezenier geweest in het Spaanse leger en ging anderzijds prat op zijn vriendschappen met onder anderen prins Frederik Hendrik van Oranje, Constantijn Huygens en gouverneur De la Tour d'Auvergne. Deze laatste zou onder zijn invloed katholiek zijn geworden. Het hoofd van broeder Philippe Nottin viel op 14 juli, dat van pater Gerard Pasman en dat van Boddens op 20 juli.
Van vijf onthoofden (Lacourt, Lansman, Caters, Vinck en Nottin) werd het hoofd op pieken gespietst en op het rondeel De Drie Duiven tentoongesteld, met het gezicht naar de vijand toegekeerd. Wanneer de naam 'De Vijf Koppen' in zwang kwam voor het rondeel en de nabije watermolen, is niet met zekerheid bekend. Volgens de Maastrichtse vestingdeskundige Louis Morreau gebeurde dat al meteen na 1638; anderzijds vermeldt hij dat in 1643 de naam 'die Duive' werd gebruikt. In 1815 spreekt men van 'bastion Papiermolen', naar de nabije papiermolen Het Ancker (tegenwoordig, foutief, aangeduid als Pesthuys). Wellicht werd de naam 'De Vijf Koppen' pas eind 19e eeuw algemeen, toen onder invloed van het groeiend rooms-katholiek zelfbewustzijn en anti-Hollandse sentimenten, gepleit werd voor rehabilitatie van de verraders (zie ook Pater Vincktoren).

## Gevolgen
Als gevolg van de vermeende betrokkenheid van jezuïeten en franciscanen bij het (geplande, maar verijdelde) verraad, moesten beide kloosterorden in 1639 de stad verlaten. Voor de Maastrichtse jezuïeten was het de tweede keer dat ze uit de stad werden verdreven. Eén pater en één broeder mochten blijven om op de gebouwen te passen. De Jezuïetenkerk (thans Bonbonnière) werd enkele tientallen jaren gebruikt door de Waalse gemeente. Pas in 1673, na de verovering van Maastricht door de katholieke koning Lodewijk XIV van Frankrijk, mochten de paters terugkeren. Ook de Latijnse stadsschool en het jezuïetencollege, die beide door de jezuïeten werden gedreven, bleven van 1639 tot 1673 gesloten.
De franciscanen moesten het 13e-eeuwse Oude Minderbroedersklooster aan de Sint Pieterstraat opgeven, dat daarna als protestants weeshuis in gebruik werd genomen. De kloosterkerk werd militaire opslagplaats van het garnizoen. De paters trokken op 25 juli 1639 in processie de stad uit naar het in 1578 verwoeste observantenklooster op de Sint-Pietersberg, gelegen in het dorp Sint Pieter, dat toen Luiks gebied was. Zij herstelden de kloostergebouwen en de bijbehorende kerk en tuinen. Het beeld van de Sterre der Zee, een plaatselijke devotie, namen ze mee naar het nieuwe klooster, dat naar de officiële naam van de 'minderbroeders-observanten' in de volksmond verbasterde tot Slavante. Pas in 1673 keerden de orde der franciscanen terug in de stad (zie franciscanen in Maastricht).
Geen direct gevolg van het zogenaamde Verraad van Maastricht, maar wel daarmee samenhangend, is het ontslag uit Staatse dienst in 1641 van Frederik Maurits de La Tour d'Auvergne, waarbij hij ook zijn gouverneurschap in Maastricht moest neerleggen. Hij vervolgde zijn militaire carrière in Franse en pauselijke dienst.
In de 20e eeuw werden vergeefse pogingen ondernomen om enkele van de terechtgestelde geestelijken, met name pater Vinck en overste Boddens, zalig te laten verklaren. In de lokale geschiedschrijving van met name de periode 1920-1940 werd de procesvoering in 1638 veroordeeld als een anti-katholieke maatregel, voortkomend uit de vermeende haat tussen 'Hollanders' en Maastrichtenaren. Een nabijgelegen verdedigingstoren in de walmuur werd na de restauratie in 1906-1907 vernoemd naar een van de terechtgestelden, de Pater Vincktoren.

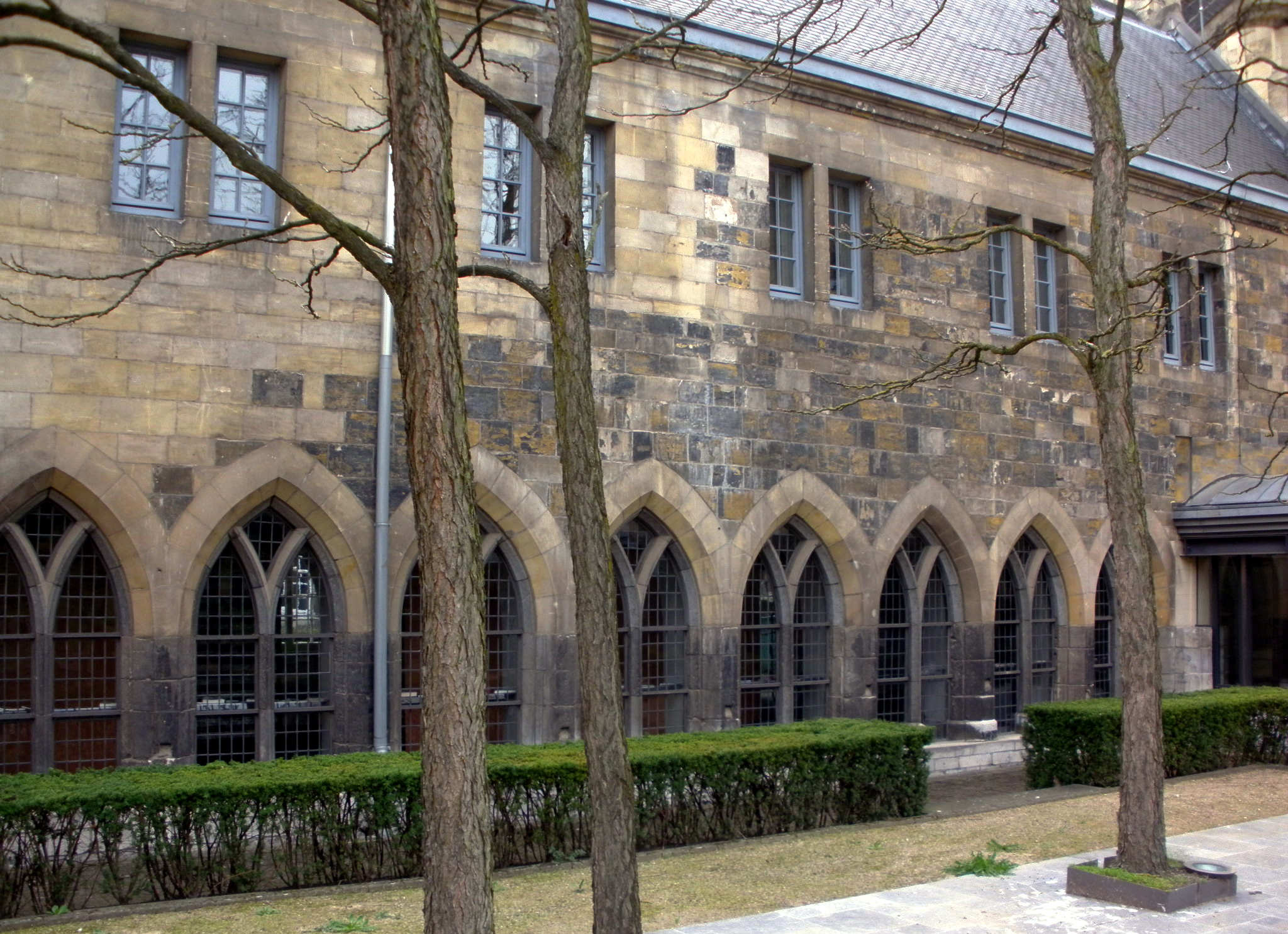
Kloostervleugel Oude Minderbroedersklooster
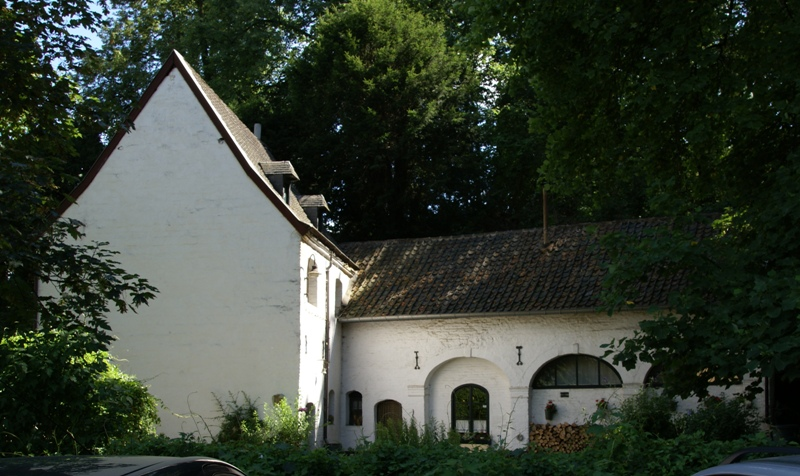
Klooster Slavante op de Sint-Pietersberg
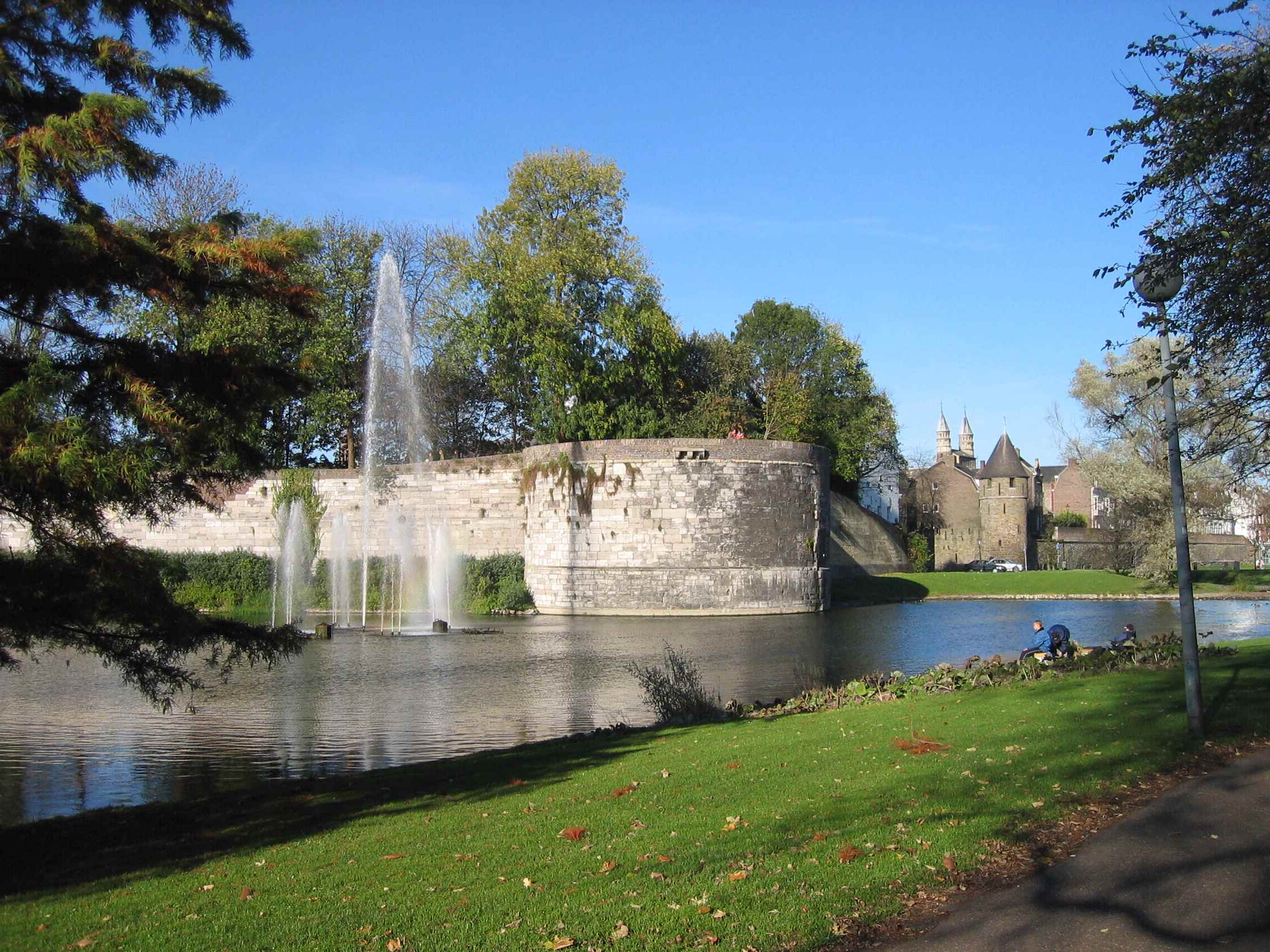
De Vijf Koppen
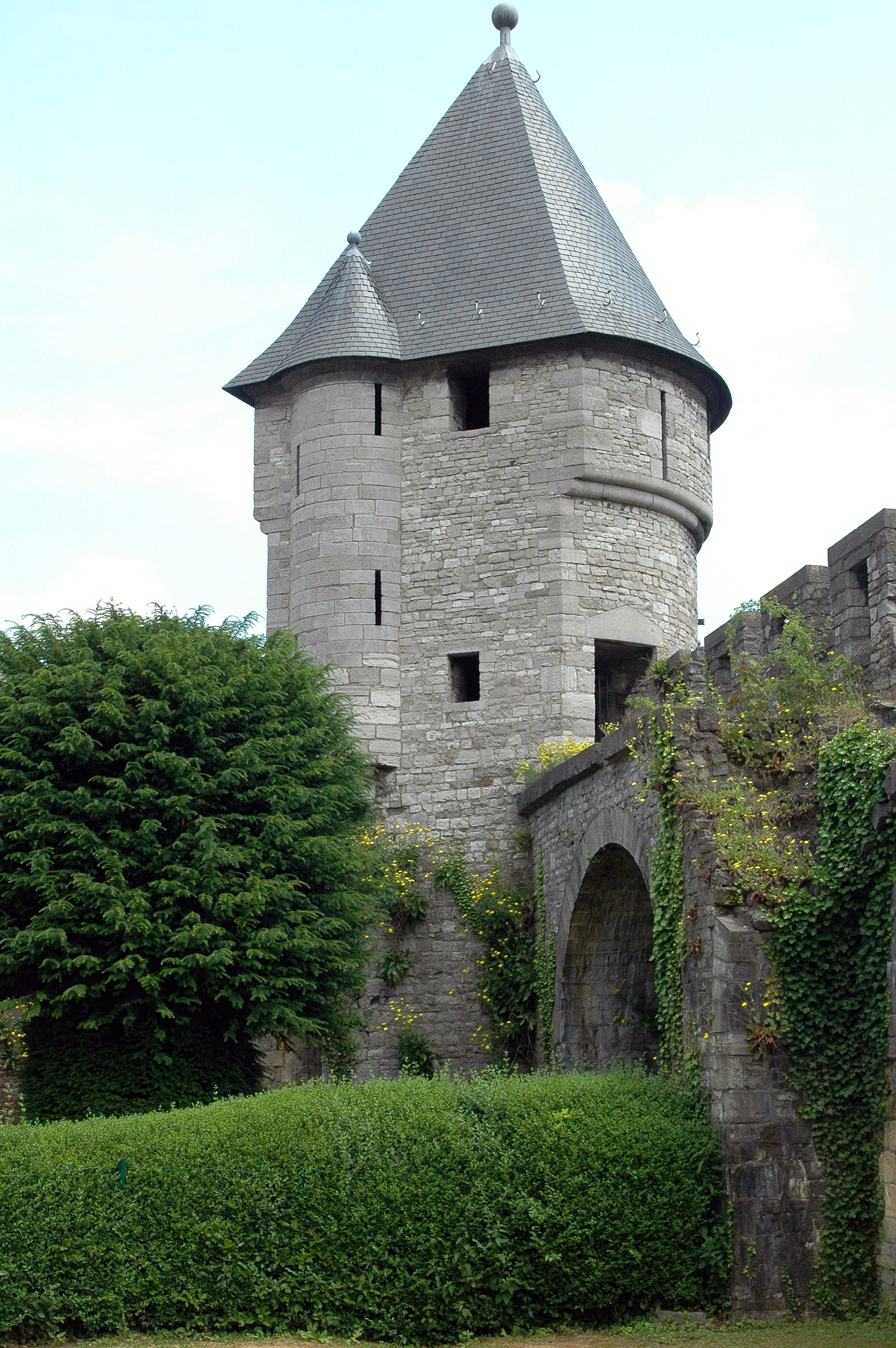
Pater Vincktoren